# Friedrich Conrad Dietrich Wyneken
Friedrich Conrad Dietrich Wyneken (ur. 13 maja 1810 w Verden, zm. 4 maja 1876 w San Francisco) – amerykański duchowny luterański pochodzenia niemieckiego, drugi prezydent Kościoła Luterańskiego Synodu Missouri.
Friedrich Conrad Dietrich Wynaken studiował na uniwersytetach w Getyndze i w Halle. Po kilku latach pracy jako nauczyciel, 8 maja 1837 roku został ordynowany, a w 1838 roku emigrował do Stanów Zjednoczonych. Tam był duchownym i misjonarzem, a w 1845 roku został pastorem parafii św. Pawła w Baltimore. W 1850 roku został prezydentem synodu i pastorem parafii Św. Trójcy w Saint Louis – oba urzędy piastował do 1864 roku. Później został pastorem parafii Św. Trójcy w Cleveland. W 1875 roku przeszedł na emeryturę, rok później zmarł.

## Dzieła (wybór)
- Die Noth der deutschen Lutheraner in Nordamerika, 1841